# Piturin

Scopolamin
Hyoscyamin

Piturin ist die historische Bezeichnung für ein Gemisch aus den beiden Tropan-Alkaloiden Scopolamin und Hyoscyamin.

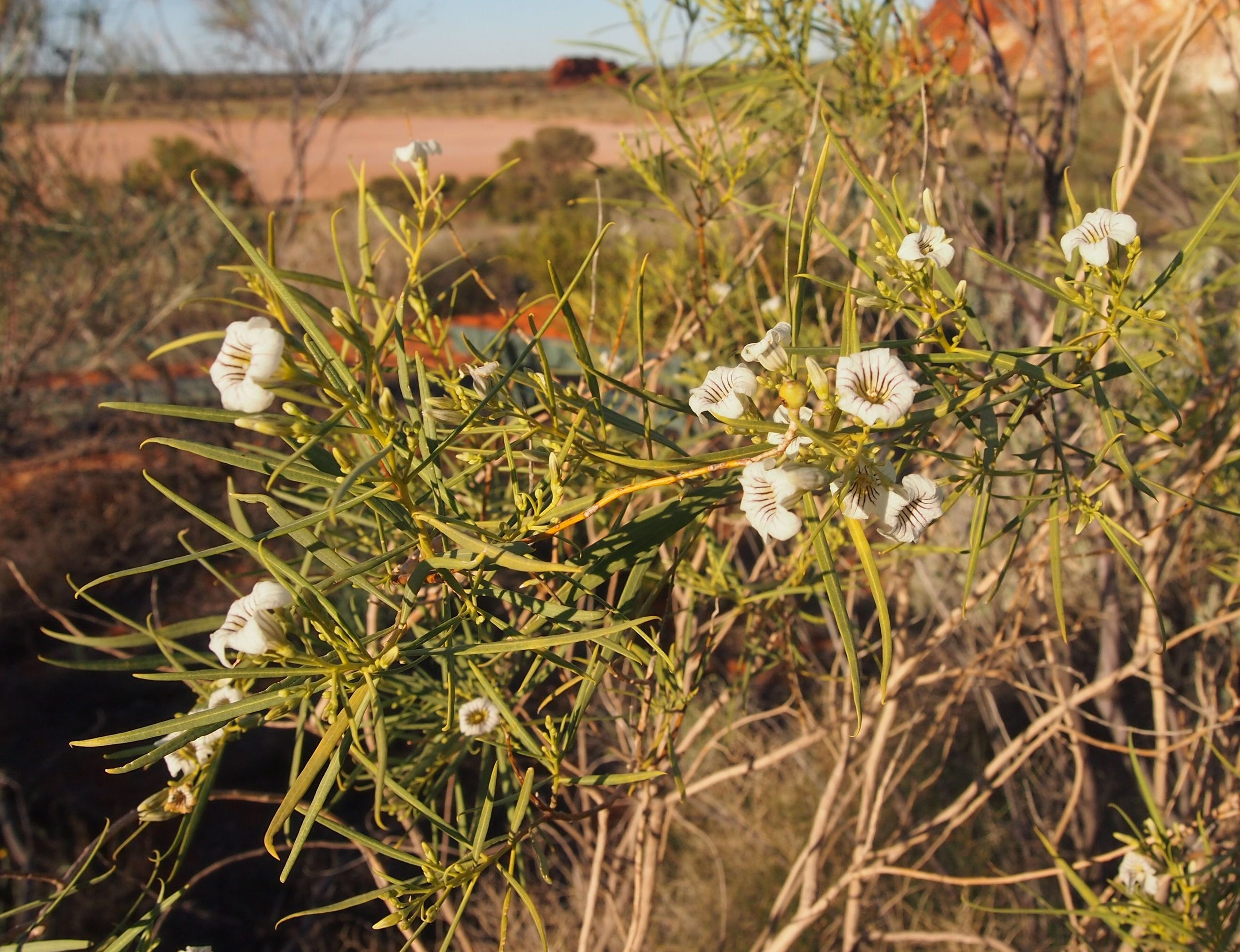
Pituri-Strauch (Duboisia hopwoodii)

Es wurde 1879 unabhängig voneinander von A.W. Gerrard und M. Petit erstmals aus den Blättern des Pituri-Strauch Duboisia hopwoodii isoliert, für eine Einzelsubstanz gehalten und als identisch mit Nicotin beschrieben. In der Fachliteratur wurden von verschiedenen Autoren auch physikalische Daten und chemische Eigenschaften publiziert, die aber letztlich von der Zusammensetzung des jeweils untersuchten Gemischs abhängig waren.